# Сьюкі Вотергаус
Еліс Сьюкі Вотергаус (англ. Alice Suki Waterhouse; нар. 5 січня 1992, Лондон, Велика Британія) — англійська акторка, модель та блогерка.

## Життєпис
Еліс Сьюкі Вотергаус росла в Чизікі в родині медсестри по догляду за онкохворими Елізабет і пластичного хірурга Нормана. У неї є старший брат Чарлі та сестри Імоген і Медді.

## Кар'єра
У 16 розпочала кар'єру моделі. Згодом рекламувала білизну Marks & Spencer, пізніше стала обличчям Burberry, Redken. Крім того, працювала моделлю для Tommy Hilfiger, Swatch, H&M, Pepe Jeans.
У 2010 спробувала себе в акторській сфері: зіграла в одному епізоді телесеріалу «Реальні дівчата». У 2012 виконала роль у кримінальному трилері «Дилер». Дівчину Алекса (Сем Клафлін) зіграла у німецькій романтичній комедії «З любов'ю, Розі» 2014 року. Наступного року вийшла стрічка «Інсургент», в якій втілила подругу Урія (Кеїнан Лонсдейл) та Лінн (Роза Салазар). У листопаді 2015 приєдналася до акторського складу фільму «Клуб молодих мільярдерів». У травні 2016 року Вотергауз отримала роль у науково-фантастичній стрічці «Світ майбутнього», у вересні стало відомо, що вона з'явиться у фільмі «Дублікат», а у грудні — про її участь в «Нації убивць».
У 2016 вийшло три стрічки з Вотергаус: «Гордість і упередження і зомбі», «Погана партія», «Гарно жити не заборониш». У жовтні 2017 року стало відомо, що акторка зіграє у фільмі Вуді Аллена «Дощовий день у Нью-Йорку», у листопаді вона отримала роль у драмі «Гірко-солодка симфонія».
У лютому 2018 року стало відомо, що акторка отримала ролі у фільмах «Так сказав Чарлі», «Гра з вогнем» та «Покемон. Детектив Пікачу». У червні вона приєдналася до акторського складу гостросюжетного фільму «Клуб анонімних кілерів».

## Особисте життя
Зустрічалася з музикантом Майлзом Кейном. Два роки зустрічалась з Бредлі Купером, який хотів шлюбу попри її фокус на кар'єрі.
В Лос-Анджелесі в 2018 познайомилася з актором Робертом Паттінсоном, в липні почала зустрічатися з ним. Під час виступу в Corona Capital в листопаді 2023 року Вотергауз повідомила, що вагітна. Незабаром після цього джерело повідомило People, що Вотергауз і Паттінсон заручені . У березні 2024 року народила доньку. Проживає з родиною в Лос-Анджелесі та Лондоні.

## Фільмографія

### Фільми
| Рік  | Назва                            | Оригінальна назва               | Роль            | Примітки        |
| ---- | -------------------------------- | ------------------------------- | --------------- | --------------- |
| 2012 | Рейчел                           | Rachael                         | Рейчел          | короткометражка |
| 2012 | Дилер                            | Pusher                          | Менді           |                 |
| 2014 | З любов'ю, Розі                  | Love, Rosie                     | Бетані          |                 |
| 2015 | Інсургент                        | The Divergent Series: Insurgent | Мерлін          |                 |
| 2016 | Гордість і упередження і зомбі   | Pride and Prejudice and Zombies | Кетрін Беннет   |                 |
| 2016 | Погана партія                    | The Bad Batch                   | Арлін           |                 |
| 2016 | Гарно жити не заборониш          | Absolutely Fabulous: The Movie  | Сьюкі Вотергаус |                 |
| 2017 | Дівчина, яка придумала поцілунки | The Girl Who Invented Kissing   | дівчина         |                 |
| 2018 | Дублікат                         | Jonathan                        | Єлена           |                 |
| 2018 | Світ майбутнього                 | Future World                    | Еш              |                 |
| 2018 | Клуб молодих мільярдерів         | Billionaire Boys Club           | Квінтана        |                 |
| 2018 | Нація убивць                     | Assassination Nation            | Сара            |                 |
| 2018 | Так сказав Чарлі                 | Charlie Says                    | Мері Бруннер    |                 |
| 2019 | Карт-бланш                       | Carte Blanche                   | Лулу            | короткометражка |
| 2019 | Детектив Пікачу                  | Detective Pikachu               | Дітто           |                 |
| 2019 | Гірко-солодка симфонія           | Bittersweet Symphony            | Айріс Еванс     |                 |
| 2019 | Клуб анонімних кілерів           | Killers Anonymous               | Вайолет         |                 |
| 2019 | Дощовий день у Нью-Йорку         | A Rainy Day in New York         | Тіффані         |                 |
| 2019 | Гра з вогнем                     | Burn                            | Шейла           |                 |
| 2020 | Міс Погана поведінка             | Misbehaviour                    | Сандра          |                 |
| 2020 | Галерея Розбитих Сердець         | The Broken Hearts Gallery       | Хлоя            |                 |
| 2021 | Спіритичний сеанс                | Seance                          | Камілла         |                 |
| 2021 | Культові тусовщики               | Creation Stories                | Джемма          |                 |
| 2022 | Світ Далі                        | Dalíland                        | Джинеста        |                 |

### Серіали
| Рік  | Назва                 | Оригінальна назва     | Роль        | Примітки                    |
| ---- | --------------------- | --------------------- | ----------- | --------------------------- |
| 2010 | Реальні дівчата       | Material Girl         | Лордес      | 1 епізод                    |
| 2017 | Біла принцеса         | The White Princess    | Сесилія     | 5 епізодів                  |
| 2019 | Назустріч пітьмі      | Into the Dark         | Алексіс     | Епізод: "New Year, New You" |
| 2023 | Дейзі Джонс і The Six | Daisy Jones & the Six | Карен Сірко | 10 епізодів                 |